# Striegis

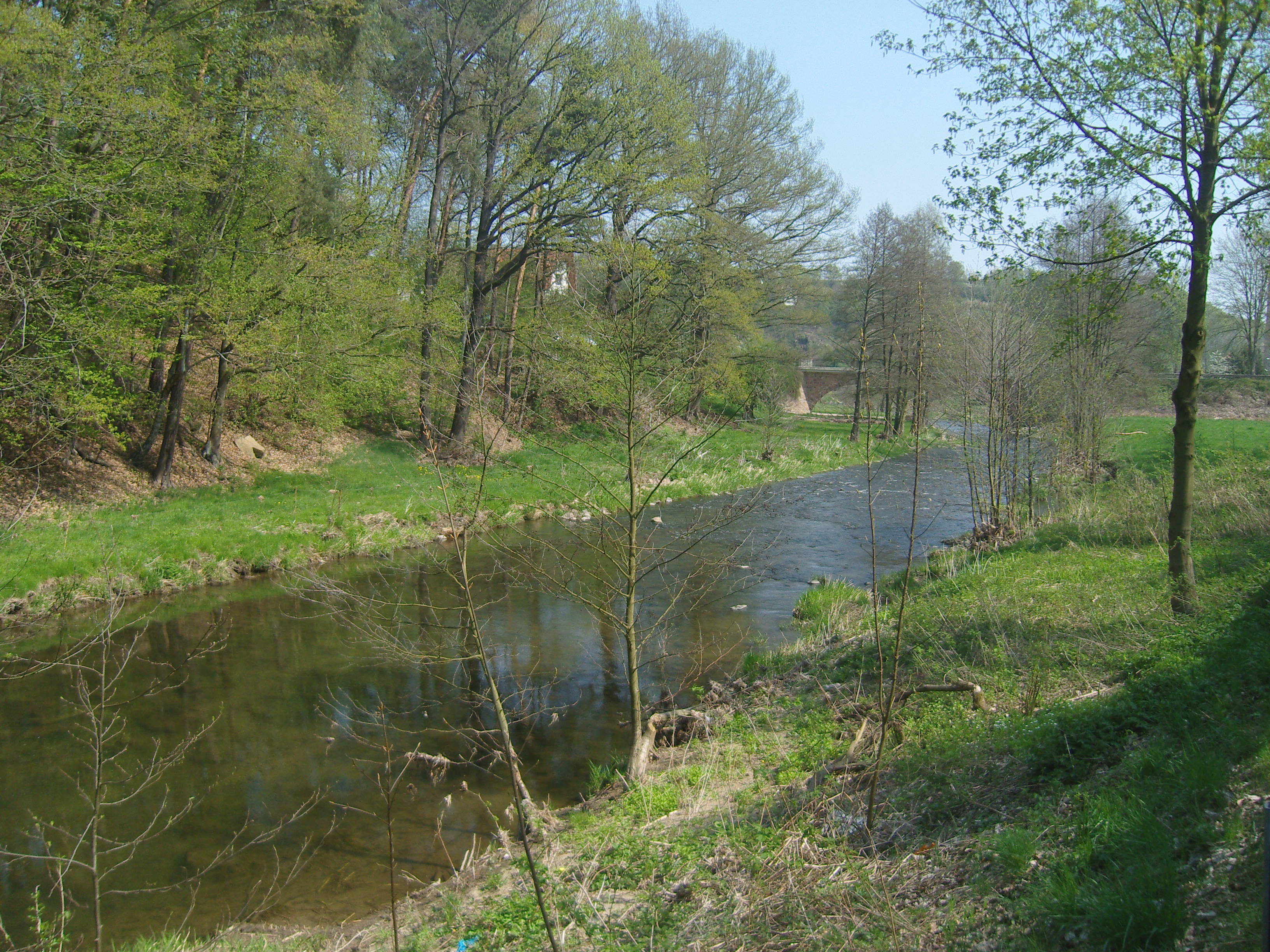
Kurz vor der Einmündung in die Freiberger Mulde

Die Große Striegis oder Striegis 1 ist ein linker, auf dem Hauptstrang 48,1 km langer Nebenfluss der Freiberger Mulde in Sachsen.

## Name
Die Striegis wurde 1185 („rivulus … Striguz“) zum ersten Mal schriftlich erwähnt.
Die Deutung des Namens ist unsicher. Wahrscheinlich geht Striegis auf eine ältere indogermanische Form zurück. Möglicherweise besteht ein Zusammenhang mit dem dortigen Verb *streig- „eindringen, stecken bleiben“. Die in der Literatur oft genannte Deutung: wendisch Stregawa, rauschender Fluss könnte eine sehr freie Übersetzung sein.

## Verlauf
Die Große Striegis hat mehrere kleine Quellbäche in und bei Langenau in Höhenlagen von 500 m bis 546 m ü. NN. Sie fließt in nordwestlicher Richtung zunächst durch Linda, wo sie den Erbisdorfer Bach aufnimmt, dann durch Oberschöna, wo sie den Oberreichenbacher Bach aufnimmt, und anschließend durch Wegefarth, wo der Schirmbach zufließt. Zwischen Linda und Oberschöna liegen am rechten Ufer die Mundlöcher der Neuer Segen Gottes Stolln und des Thelersberger Stolln, die der Wasserhaltung der Gruben im Brander Bergrevier dienten und insbesondere die Himmelsfürst Fundgrube entwässerten.
Im weiteren Verlauf ist das Tal zunehmend eng und tief in die Hochfläche des unteren Erzgebirges eingeschnitten; die Talhänge sind fast durchgängig mit naturnahem Mischwald bestanden. Oberhalb von Bräunsdorf mündet links der von Wingendorf kommende Kemnitzbach ein. In Goßberg mündet der in Langhennersdorf entspringende und durch Seifersdorf fließende Langhennersdorfer Bach in die Große Striegis. Nach Passieren von Pappendorf fließt sie in Berbersdorf, nach einem Lauf von 36 Kilometern Länge, mit der Kleinen Striegis zusammen. Die Striegis fließt danach, den Ort Böhrigen, Gemeinde Striegistal passierend, in nördliche Richtung und mündet nach 11 weiteren Kilometern bei Niederstriegis in die Freiberger Mulde.
1952 schuf der Maler Friedrich Wilhelm Fischer-Derenburg ein Ölgemälde Flußregulierung im Striegistal.

## Zuflüsse
- Kuhbach (r)
- Grundbach (l)

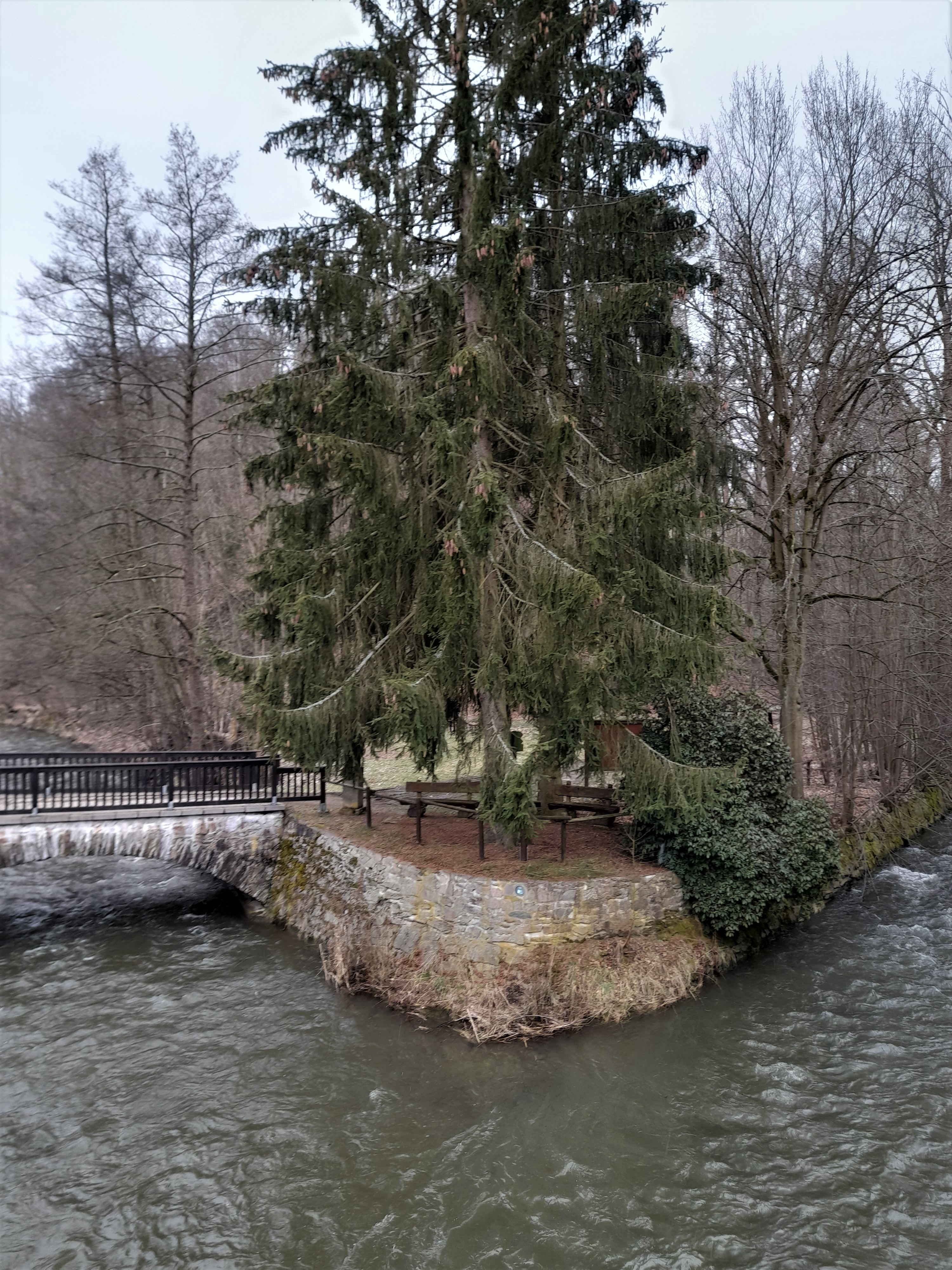
Striegiszusammenfluss in Berbersdorf

- Erbisdorfer Bach (Erbisdorfer Wasser) (r)
- Höllenbach (r)
- Oberreichenbacher Bach (l)
- Haselbach (l)
- Schirmbach (r)
- Holzbach (r)
- Kemnitzbach (l)
- Gierenbach (l)
- Kirschbach (l)
- Siegfrieder Bach (l)
- Bräunsdorfer Dorfbach (r)
- Gehegebach (l)
- Schlammige Frau (r)
- Riechberger Bach (Riechbach) (l)
- Hirschbach (l)
- Reitenbach (l)
- Schneidbach (r)
- Dorfbach (Mobendorf) (l)
- Langhennersdorfer Bach (Berzebach, Perzebach, Berze) (r)
- Aschbach (r)
- Hirschbach (l)
- Berbersdorfer Bach (r)
- Kleine Striegis (l)
- Großer Saugraben (l)
- Waldbach (l)
- Tiefenbach (r)
- Klimmbach (r)
- Klatschbach (Auenbach) (l)
- Etzdorfer Bach (Steinbach) (r)

## Belege
1. 1 2  Deutsches Gewässerkundliches Jahrbuch Elbegebiet, Teil I 2015. (PDF; 9,5 MB) In: lhw.sachsen-anhalt.de. Landesbetrieb für Hochwasserschutz und Wasserwirtschaft Sachsen-Anhalt, 2019, S. 141, abgerufen am 7. März 2021.
2. ↑  Ernst Eichler, Hans Walther (Hrsg.): Historisches Ortsnamenbuch von Sachsen. Band II, Berlin 2001, ISBN 3-05-003728-8, S. 475.
3. ↑  Albrecht Greule: Deutsches Gewässernamenbuch. Walter de Gruyter, Berlin / Boston 2014, ISBN 978-3-11-057891-1, S. 518, „Striegis“ (Auszug in der Google-Buchsuche).
4. ↑  Friedrich Wilhelm Unbekannter Fotograf; Fischer-Derenburg: Flußregulierung in Striegistal. 1952, abgerufen am 22. September 2024.
5. ↑  Topografische Karte 1:25.000
6. ↑  Sachsenatlas des Freistaates Sachsen (Hinweise)
7. ↑  Kartenübersicht des sächsischen Gewässernetzes. Sächsisches Landesamt für Umwelt, Landwirtschaft und Geologie, abgerufen am 13. Juli 2014.
8. ↑  Hydrologisches Handbuch. (PDF; 115 kB) Teil 2 – Gebietskennzahlen. Freistaat Sachsen – Landesamt für Umwelt und Geologie, S. 19, abgerufen am 25. Dezember 2017.